# پرینای
پریِنای (به لیتوانیایی: Prienai) شهری در لیتوانی بر رود نمان است.
در سال ۲۰۰۱ شهر ۱۱،۳۵۳ نفر جمعیت داشته‌است.
نام شهر از نام خانوادگی پریناس گرفته شده.
فرودگاه پاتسیونای به این شهر مربوط است.